# Antearco

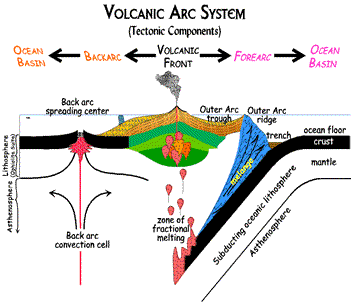
Estructura de un sistema de arco volcánico. El antearco («forearc») se representa hacia la derecha del esquema.

Un antearco es la región entre una fosa oceánica y el arco volcánico asociado. Las regiones de antearco se encuentran en bordes convergentes e incluyen cualquier prisma de acreción y cuenca que pueda estar presente. Debido a las tensiones tectónicas cuando una placa tectónica se desplaza sobre otra, las regiones del antearco son fuentes de grandes terremotos.

## Formación
Durante un proceso de subducción, una placa oceánica se empuja debajo de otra placa tectónica, que puede ser oceánica o continental. El agua y otros fluidos en la placa descendente causan un flujo que se derrite en el manto superior, creando un magma que se eleva y penetra en la placa superior, formando un arco volcánico. El peso de la losa descendente flexiona la placa adyacente creando una fosa oceánica. El área entre la fosa y el arco es la región del antearco, y el área detrás del arco (es decir, en el lado más alejado de la fosa) es la región del arco posterior o retroarco.
Las teorías iniciales proponían que las fosas oceánicas y los arcos magmáticos eran los principales proveedores de las prismas de sedimentación acrecional en las regiones del antearco. Un descubrimiento más reciente sugiere que parte del material acrecido en la región del antearco proviene de una fuente del manto junto con turbiditas de la fosa, derivadas de material continental. Esta teoría se sostiene debido a la evidencia de que los sedimentos pelágicos y la corteza continental se subducen en procesos conocidos como subducción sedimentaria y erosión por subducción, respectivamente.
A lo largo del tiempo geológico ha habido un reciclaje constante de los depósitos del antearco debido a la erosión, la deformación y la subducción sedimentaria. La circulación constante de material en la región del antebrazo (prisma de acreción, cuenca de antearco y fosa) genera una mezcla de secuencias ígneas, metamórficas y sedimentarias. En general, hay un aumento en el grado metamórfico de la fosa al arco donde el grado más alto (de esquisto azul a eclogita) está estructuralmente elevado (en los prismas) en comparación con los depósitos más jóvenes (cuencas). Las regiones de antearcos también son donde se emplazan las ofiolitas en caso de que se produzca la obducción, pero dichos depósitos no son continuos y con frecuencia pueden ser eliminados por erosión.
A medida que las placas tectónicas convergen, el cierre de un océano dará como resultado la convergencia de dos masas continentales, cada una de las cuales es un arco insular o un margen continental. Cuando estos dos cuerpos colisionan, el resultado es la orogénesis, momento en el que la corteza oceánica que no se retuerce se ralentiza.

## Estructura
La región del antearco incluye cualquier cuenca de antearco, un alto arco exterior, un prisma de acreción y la fosa misma. El prisma de acreción se encuentra en la pendiente del corte de la fosa, donde hay un ángulo de inclinación significativamente menor. Entre la separación y el arco magmático, una cuenca sedimentaria llena de material erosivo del arco volcánico y el sustrato puede acumularse en una cuenca de antearco, que se superpone a las rodajas de empuje más antiguas en la prisma de la región del antearco.
En general, la topografía del antearco (específicamente en la región de la fosa) está tratando de lograr un equilibrio entre la flotabilidad y las fuerzas tectónicas causadas por la subducción. El movimiento ascendente del antearco se relaciona con las fuerzas de flotación y el movimiento hacia abajo está asociado con el forzamiento tectónico que hace que descienda la litosfera oceánica. La relación entre la pendiente de la superficie y el empuje de la subducción también juega un papel importante en la variación de la estructura y la deformación del antearco. Una prisma de subducción puede clasificarse como estable con poca deformación o inestable con deformación interna generalizada. Algunas deformaciones comunes en los sedimentos del antearco son la deformación sinsedimentaria y las olistostromas, como las que se observan en la región de antearco de Magnitogorsk.

## Modelos

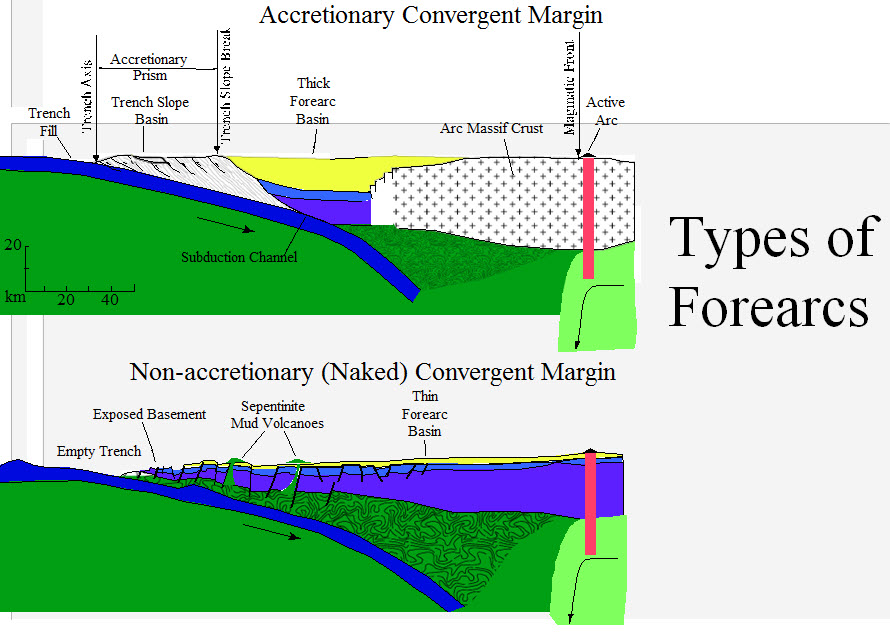
Tipos de antearcos. Arriba, antearco de borde convergente acrecionario; abajo, de borde convergente no acrecionario.

Hay dos modelos que caracterizan la formación y deformación de una cuenca de antearco y que dependen de la deposición y la subsidencia del sedimento (ver imagen). El primer modelo se asocia con una cuenca de antearco formada con poco o ningún suministro de sedimentos. Por el contrario, el segundo modelo sí está asociado con el suministro de sedimentos. Las depresiones topográficas de naturaleza acrecionaria y no acrecionaria dependerán del suministro de sedimentos de las placas oceánicas, del material clástico derivado continentalmente y de las tasas de convergencia ortogonales. El flujo de acreción (entrada y salida de sedimentos) también determina la velocidad a la cual las prismas de sedimentación crecen dentro del antearco.
La edad de la corteza oceánica junto con la velocidad convergente controlan el acoplamiento a través de la interfaz convergente de la corteza continental y oceánica. La fuerza de este acoplamiento controla la deformación asociada con el evento, y se puede ver en las marcas características de deformación en la región del antearco.

## Sismicidad asociada
La intensa interacción entre las placas superiores e inferiores en las regiones del antearco ha demostrado desarrollar fuertes mecanismos de acoplamiento que resultan en terremotos de gran magnitud, como el terremoto y tsunami que ocurrió frente a la costa del Pacífico del noreste de Japón. Este tipo de terremotos pueden correlacionarse con valores bajos de flujo de calor generalmente asociados con las regiones del antearco. Los datos geotérmicos muestran un flujo de calor de entre 30-40 mW/m², lo que indica un manto frío y fuerte.

## Ejemplos
Un buen ejemplo es el antearco de las Marianas, donde los científicos han realizado una extensa investigación. En este escenario hay un margen erosivo y una pendiente del antearco que consta de volcanes de 2 km de altura y 30 km de diámetro. Las propiedades erosivas de estos volcanes son consistentes con los grados metamórficos (esquistos azules) esperados para esta región en el antearco. Hay evidencia de datos geotérmicos y modelos que muestran la interfaz del manto de losa, los niveles de fricción y la litosfera oceánica fría en la fosa.
Otros ejemplos son:
- Antearco Andino Central
- Antearco de las Banda
- Antearco de Savu-Wetar
- Antearco de Luzón
- Antearco de Tohoku
- Entre la Cordillera Occidental y la Fosa de Perú-Chile